# Predijabetes
Predijabetes je klinički entitet u koji spadaju pacijente sa povećanim rizikom za obolevanje
od šećerne bolesti tip 2, kao i obolevanje od hroničnih udruženih kardiovaskularnih bolesti. Po pravilu on je udruženi sa abdominalnom gojaznošću, dislipidemijom, hipertenzijom i drugim parametrima koji su karakteritični za metabolički sindrom.

## Nazivi
Prediabetes — Predijabetes — Intermedijerna hiperglikemija — Stanje sa povećanim rizikom za obolevanje od dijabetesa.

## Epidemiologija
Prema rezultatima koje je objavila Međunarodna federacija za dijabetes (International Diabetes Federation-IDF), u drugoj deceniji 21. veka na globalnom nivou od predijabetesa boluje oko 316 miliona osoba, a smatra se da će 2035. godine ovaj broj dostići cifru od 471 milion osoba.
Procenjuje se, da svake godine, između 5 i 10% obolelih od predijabetesa razvije šećernu bolest. Dok prema ADA ekspertskom panelu, oko 70% nelečenih osoba sa predijabetesom će dobiti šećernu bolest.

## Opšte informacije
Imajući u vidu da oko 70% nelečenih osoba sa predijabetesom može dobiti šećernu bolest Svetska zdravstvena organizacija je ovaj entitet radije naziva intermedijerna hiperglikemija, dok ga ADA /AACE nazivaju stanjem sa povećanim rizikom za obolevanje od dijabetesa.
U ovu katergoriju spadaju osobe, čiji je nivo glukoze u krvi iznad fizioloških granica, ali još uvek
nedovoljno povišen da zadovolji dijagnostičke kriterijume šećerne bolesti.

### Entiteti predijabetesa
Predijabetes podrazumeva dva entiteta:
Entitet sa povišenim vrednosti glikemije našte (IFG od engl. reči impaired fasting glycemia).  
Svetska zdravstvena organizacija definiše IFG kao vrednost glikemije nešto između 6.1 i 6.9 mmol/L, dok ADA /AACE od 2003. godine snižava cut-off vrednosti glikemije natašte sa 6,0 mmol/L na 5,6 mmol/L kao gornju granicu referentih vrednosti glikemije.
Entitet sa intolerancijuom glukoze' (IGT od engl. reči impaired glucose tolerance).
Prema Ekspertskom komitetu za dijagnozu i klasifikaciju dijabetesa, IGT se definiše kao vrednosti glikemije između 7.8 i 11.0 mmol/L u 120-om minutu OGTT-a sa 75 g glukoze; IFG kao glikemija našte između 5.6 i 6.9 mmol/L (posle prekonoćnog neuzimanja hrane od bar 8 sati).
Osobe sa HbA1c između 5,7 i 6,4%.
Od 2010. godine Američka asocijacija za dijabetes (American Diabetes Association-ADA) i Američko udruženje kliničkih endokrinologa (American Association of Clinical Endocrinologists-AACE), u predijabet uvrstilo je i osobe čiji je HbA1c između 5,7 i 6,4%. Za razliku od dnevnih vrednosti glikemija na kojima je bazirana dijagnoza IFG –a i IGT-a, HbA1c reprezentuje hroničnu izloženost (u toku 2-3 meseca) bazalnim i postprandijalnim hiperglikemijama i reflektuje efekat kombinacije ovih mehanizama. Ukoliko su rezultati normalni, testiranje treba ponavljati u intrevalima od jedne do tri godine.

## Prevencija
Strategija prevencije, koja je u nekim zemljama implementirana od strane dijabetoloških organizacija, po svojoj suštini je organizovani Programa prevencije dijabetesa (PPD).
Programa prevencije dijabetesa ima dva cilja: primarni i sekundarni.
Primarna prevencija
Primarni oblik prevencije ima za cilj sprečavanja ili odlaganja konverzije predijabetesa u dijabetes.
Sekundarna prevencija
Sekundarni oblik prevencije odnosi se na smanjenje incidence kardiovaskularnih dogadjaja i prevenciju ateroskleroze. 
Zahvaljujući prevenciji svake godine 5-10% osoba sa predijabetesom razvije manifestnu šećernu bolest, ali isto toliko uspe da se konvertuje u stanje normoglikemije blagovremenim procedurama.

## Terapija
Lečenje predijabetesa podrazumeva:
- Promenu životnih navika,
- Usklađen režim ishrane,
- Redukciju telesne mase
- Umerenu fizičku aktivnost.[2]

I pored toga što su se lekovi pokazali uspešnim u primarnoj prevenciji, ostaje nepoznato da
li mogu prevenirati nastanak hroničnih komplikacija osnovnog obolenja i/ili smanjiti kardiovaskularni morbiditet.

## Spoljašnje veze
|  | Molimo Vas, obratite pažnju na važno upozorenje u vezi sa temama iz oblasti medicine (zdravlja). |